# Contexto (informática)
En informática, el contexto (de un proceso, hebra...) es el mínimo conjunto de datos utilizado por una tarea que debe ser guardado para permitir su interrupción en un momento dado, y una posterior continuación desde el punto en el que fue interrumpida en un momento futuro. El concepto de contexto toma significado con las tareas que se pueden interrumpir, donde al producirse la interrupción el procesador guarda el contexto y procede a ejecutar la rutina de atención a la interrupción. Cuanto menor sea el contexto menor será la latencia.
Estos datos están localizados en:
- Los registros del procesador
- Memoria utilizada por la tarea
- En algunos sistemas operativos, los registros de control utilizados por el sistema para gestionar la tarea

La memoria de almacenamiento secundaria (ficheros) no se ve afectada por el "contexto de la tarea" en el caso de un cambio de contexto; incluso cuando se puede almacenar para algunos files (checkpointing/depuración).